# عرن كليل
العرن الكليل (باللاتينية: Hypericum retusum) نوع نباتي ينتمي إلى جنس العرن من الفصيلة العرنية.

## الموئل والانتشار
موطنه بلاد الشام وتركيا.